# Erfcommandeur
De rang van een erfcommandeur komt voor in een klein aantal ridderorden. In de middeleeuwen, soms tot aan de Franse Revolutie, waren er landgoederen die als commende toebehoorden aan een ridderorde. Een commandeur bestuurde zo'n commende of commanderij. Wanneer deze functie erfelijk was kan men van een erfcommandeur spreken.
Tsaar Paul I van Rusland liet in 1805 erfcommandeurs met erfelijke commenden instellen in Rusland.  De Soevereine Militaire Hospitaalorde van Sint-Jan van Jeruzalem en Malta in Rusland heeft slechts korte tijd bestaan.
Soeverein ·
Grootmeester ·
Kanselier ·
Kapittel ·
Grootprior ·
Baljuw ·
Heraut ·
Wapenkoning ·
Ordeketen ·
Bijzondere Klasse ·
Grootkruis ·
Grootlint ·
Grootofficier ·
Commandeur ·
Officier ·
Ridder Grootkruis van Eer en Devotie ·
Rechtsridder ·
Ridder van Obediëntie ·
Ridder van Eer en Devotie ·
Ridder van Gratie en Devotie ·
Ridder van Magistrale Gratie ·
Eredame ·
Dame ·
Ridder ·
Lid ·
Expectant ·  
Medaille